# サンドロ・マジンギ

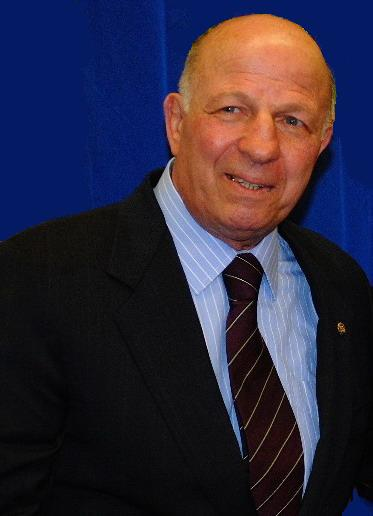
サンドロ・マジンギ

サンドロ・マジンギ（Sandro Mazzinghi、1938年10月3日 - 2020年8月22日）は、イタリア出身の元プロボクサー。本名はアレッサンドロ・マジンギ。トスカーナ州ポンテデーラ出身。元WBA・WBC世界ジュニアミドル級（現スーパーウェルター級）統一王者。

## 来歴
1961年プロデビュー。1963年9月7日、ラルフ・デュパスを9回KOに破ってWBA・WBC世界ジュニアミドル級王座獲得。同年12月2日にデュパスを返り討ちにした試合を含め、王座を3度防衛。1965年6月18日、同国人で後のWBA・WBC世界ミドル級王者ニノ・ベンベヌチに6回KOされ、タイトルを失う。
再戦でもベンベヌチに敗れたが、1968年5月26日、ベンベヌチから王座を奪った韓国初の世界王者、金基洙を判定で破り王座に返り咲いた。
1968年10月、ローマでの初防衛戦でフレディ・リトルと対戦したが、劣勢にあった8回、レフェリーが突如無効試合を宣した。この行為が“地元判定”と判断され、王座を剥奪された。

## 戦績
64勝（42KO）3敗2NC